# Békésszentandrási duzzasztó
A békésszentandrási duzzasztó és hajózsilip, más néven békésszentandrási vízlépcső, régebbi nevén Horthy István zsilipmű a Hármas-Körösön, Békésszentandrás és Mezőtúr határában, Békés- és Jász-Nagykun-Szolnok vármegye határán lévő duzzasztómű és hajózsilip, ami 1936 és 1942 között épült. A duzzasztómű mellé épített vízerőmű átadása 2013. szeptember 12-én volt, a 2 MW teljesítményű kisvízerőmű körülbelül 3000 háztartás energiaigényét képes biztosítani.

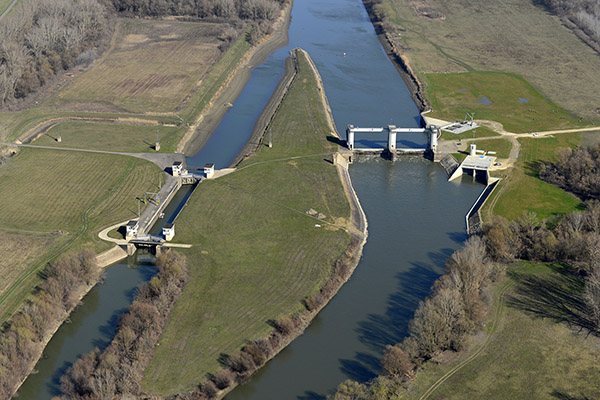
A békésszentandrási Hármas-Körös duzzasztó- és vízerőmű 2014-ben

## Története
A duzzasztó egyike a kevés megvalósult vízügyi beruházásoknak, ami a két világháború között zajlott Magyarországon. Építése 1936-tól 1942-ig tartott. A vízlépcső fő szakértője a később világhírnévre emelkedett Mosonyi Emil volt. Többes célt szolgált, egyrészt a hajózás biztosítását, de szintén fontos ok volt az öntözés. Ezt csak elősegítette, hogy Horthy Miklós személyes álma volt a magyarországi rizstermelés beindítása is, amihez elengedhetetlenül szükséges a folyamatos vízborítottság. Szarvas környékén napjainkban is termesztenek rizst.
A duzzasztót 1994 és 1998 között felújították.

## Technikai jellemzők
A duzzasztónak két darab, egyenként 7 méteres „kapuja” van, amik a duzzasztást végzik. Ebből következik, hogy maga a duzzasztó is kétállásos. A nyári hónapokban a Körös-vidéki Környezetvédelmi és Vízügyi Igazgatóság általában 4,85 méter duzzasztási szintet tart fent, amelyet árvízhelyzet, vagy egyéb rendkívüli esetekben csökkenteni szoktak. A maximális magasság 5 méter. A duzzasztóhoz hajózsilip is épült, a vízmélység 16 méter, a szélessége is elegendő a legnagyobb uszályok átengedéséhez.
- Az elzárás rendszere: elektromechanikus mozgatású, kettőskampós MAN rendszerű acéltáblás elzárás, 2×22 m nyílású.
- Küszöbszint: 74,98 mBf.
- Maximális duzzasztási szint: 82,13 mBf (500 cm)
- Üzemi duzzasztási szint: 81,98 mBf (485 cm)
- Tározott maximális vízmennyiség: 22,0 millió m³
- Hatása: a Hortobágy-Berettyón 18,7 folyamkilométerig (Túrkevei közúti híd)
  - a Kettős-Körösön 26,310 folyamkilométerig
  - a Sebes-Körösön 13,700 folyamkilométerig[2]

A vízlépcső hatása Békésig érvényesül, ami által lehetővé válik 20 000 ha öntözése is.

## Vízerőmű építése a duzzasztó mellett

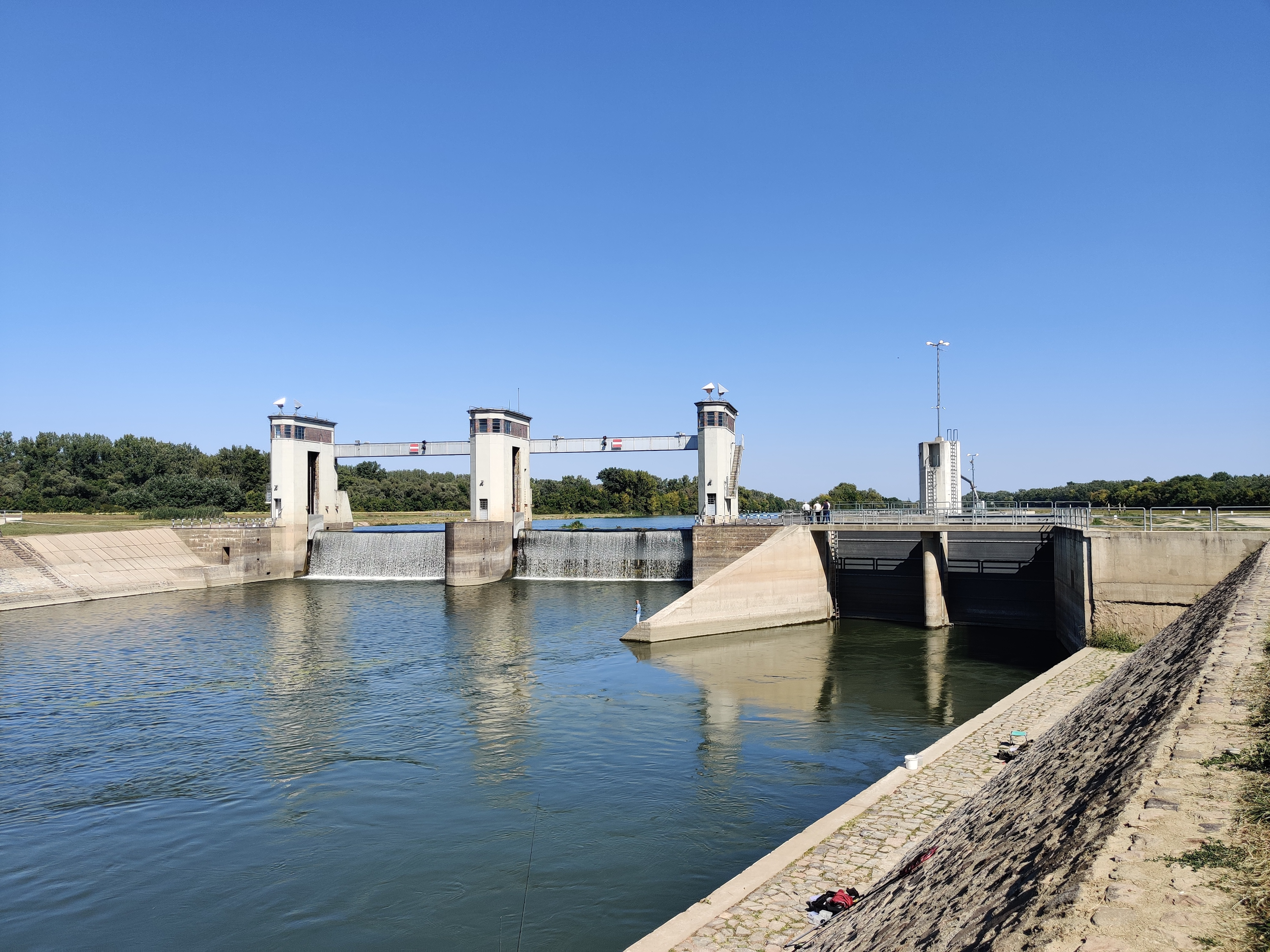
Az immáron vízerőmű alakított duzzasztó 2021 szeptemberében

Még 2005-ben napvilágot látott, hogy egy energetikai cég erőműként hasznosítaná a meglévő duzzasztót. Az eredeti tervek szerint kb. 2 milliárd forintért egy 2 MW teljesítményű turbina került volna az egyik kapuba. Azonban később a terveket felülvizsgálták, és arra jutottak, hogy célszerűbb egy új csatornát ásni a Körösnek, és oda telepíteni az erőművet.
A feledésbe merült erőmű témája 2011-ben újra napvilágot látott, és bejelentették, hogy egy osztrák tulajdonban lévő kisvízierőmű-építő cég megépíti, mely uniós támogatást nyert a fejlesztéshez. Az építkezés 2011-ben kezdődött meg, és 2013-ban fejeződött be. Ezzel a megújuló energiát hasznosító beruházással évente mintegy 8 ezer tonna széndioxid-kibocsátás kerülhető el.

## Érdekességek
- Személyesen Horthy Miklós avatta fel 1942-ben az új duzzasztót és zsilipet, melyet a nem sokkal azelőtt elhunyt kormányzóhelyettes Horthy Istvánról neveztek el.[6]
- A Dögös-Kákafoki holtág, mint Magyarország 5. legnagyobb állóvize, a vízlépcső felett ágazik ki a Körösből, és az alvíznél, már a duzzasztás alatt folyik vissza, amit zsilipekkel szabályoznak. Mivel az alvíz és felvíz között nyáron 4,85 méter a szintbeli eltérés, így gravitációs úton folyik a vízcsere, ami ritkaság hazánkban. Az alvíznél való kivezetésnél emiatt a holtág utolsó 30–40 méteres szakasza meglehetősen hegyi jellegű, nagy eséssel, zúgókkal.
- A vízlépcső után rengeteg horgász található nyáron, „villantóznak”.